# Le Pétomane
Le Pétomane (polgári neve: Joseph Pujol) (Marseille, 1857. június 1. – Toulon, 1945) francia hivatásos „hangfenomén”.
Híres volt abdominális izmainak különleges ügyességgel való szabályozásáról. Ez a képessége tett lehetővé, hogy akkor eregessen bélgázt, amikor akart. Színpadi neve két francia szó összeragasztásából ered: péter (szellenteni) és mane (mániákus).  

## Életrajza
Joseph Pujol Marseille-ben született, kőműves-épületszobrász apja öt gyerekének egyikeként. Alig fejezte be iskoláját, amikor különös élményben volt része: úszás közben a tengerben búvármódra fejét vízbe merítette és lélegzetét visszatartva mintha jéghideg víz hatolt volna be a fenekén. Mikor a vízből kijött, meggyőződhetett, hogy ez valóság volt: tengervíz csorgott ki a fenekéből. Ez az élmény kissé megijesztette. El is szaladt a doktorhoz, de az megnyugtatta, hogy félelemre nincs semmi oka.
Mikor katonai szolgálatba lépett, testének különös tulajdonságát megemlítette körlettársainak és persze be kellett nekik bizonyítani, hogy ez nem füllentés. Így hát vizet szívott fel a beleibe a mosdótálból és több méterre fecskendezte ki a többiek nagy szórakozására. Később arra is rájött, hogy levegőt is tud beszívni. Szakmája ugyan sütőmester volt, de elhatározta, hogy ki fogja próbálni, hátha különös képességét színpadon a kenyérsütésnél jobban tudná értékesíteni. Először Marseille-ben lépett fel 1887-ben sikeresen, ami arra késztette, hogy Párizsba menjen. Odaérve a híres Moulin Rouge színpadán lépett fel sikeresen 1892-től, és a színháztól állandó alkalmazást kapott.
Mutatványainak csúcspontja gumicsövön keresztül való furulyázás és speciális hangeffektusadás volt, úgymint ágyúszó, mennydörgés utánzása, és a gyertyát is el tudta fújni több méterről. 
1894-ben a Moulin Rouge igazgatója beperelte Pujolt, mert rögtönzött előadást tartott anyagiakkal küszködő barátjának megsegítésére. A pereskedés eredménye az lett, hogy Pujol otthagyta a Moulin Rouge színházat. A jól fizető foglalkozást azonban nem hagyta abba és egy utazószínházat szervezett magának, amit Théâtre Pompadour-nak nevezett el.
Az ezt követő évtizedben Pujol elhatározta, hogy színpadi számát kissé finomítani fogja. Legkedveltebb mutatványa egy falusi udvar állatainak utánzása volt, de a mutatvány csúcspontja a San Francisco-beli 1906-os nagy földrengés által keltett dörgés utánzása volt.
Az első világháború embertelenségei Pujolt elrettentették a színpadtól és visszavonult sütödéjébe, Marseille-be. Később kekszüzemet nyitott Toulonban. 1945-ben halt meg, 88 éves korában.

## Hagyományok
- Az életére alapozott amerikai zenés vígjáték (musical) a The Fartiste (a fingó) premierje 2006-ban, New Yorkban volt
- Egy vígjátékszínész Mr. Methane (metán úr) ma is folytatja a Pujol által kitalált számot
- A Le Petomane című rövid vígjátékban Pujol életéről Leonard Rossiter játszotta a főszerepet
- Az olasz Il Petomane című filmjáték, amiben Ugo Tognazzi játszotta a főszerepet, költői kifejezést ad a témának, amiben a személyiség normálisságra való vágya fejeződik ki, mert kissé torzszülöttnek érzi magát
- Az 1999-es Kinky Friedman (Friedman, a különc) című novellában Spanking Watson, (Watson a fenekelő) gyakran hivatkozik Le Petomane-ra
- Pujol életén alapszik a 2005-ös rövid Le Pétomane: Parti Avec Le Vent című film is (amit a Viszi a "szél" a Petomane pártot mondattal lehetne lefordítani). Ebben Ben Wise játszott és Steve Ochs írta, rendezte és igazgatta
- Le Petomane a címe az Igor Vamos által 1998-ban összeállított dokumentarista  programnak is, ami Joseph Pujol életét vizsgálja a történelem hátterében, archivált filmeken, történelmi dokumentumokon, fényképeken és interjúkon keresztül
- A Blazing Saddles (Lángoló nyergek) című filmben Mel Brooks játssza Governor William J, Le Petomane szerepét
- A Madeleine is Sleeping. (Madelaine alszik) című novellának, amit Sarah Bynum írt, Le Petomane volt az egyik szereplője
- Interjúkban mindig emlegették, hogy Johnny Depp szerette volna játszani Pujol szerepét egy filmben

## További olvasnivaló
- Nohain, Jean and Caradec, F.. Le Petomane 1857-1945. Sherbourne Press (1968) Trans. Warren Tute

## Külső hivatkozások
- Did a French vaudeville star once specialize in trained flatulence? Archiválva 2007. március 3-i dátummal a Wayback Machine-ben (a The Straight Dope-ból)
- Damn Interesting  » Professional Farters